# Neurologie
Ne doit pas être confondu avec Neurosciences.
La neurologie est la spécialité médicale clinique qui étudie l'ensemble des maladies du système nerveux et en particulier du cerveau. Cette spécialité médicale s'est séparée de la psychiatrie au XIXe siècle avec l'école de Charcot à l'hôpital de la Pitié-Salpêtrière. Le terme de neurologie est introduit dans le vocabulaire médical par le médecin anatomiste anglais Thomas Willis. Le médecin spécialiste pratiquant la neurologie s'appelle le neurologue.

## Éléments cliniques en neurologie
Divers symptômes, signes cliniques et syndromes neurologiques sont répertoriés dans la catégorie : Sémiologie neurologique. Le tableau ci-dessous en donne quelques exemples.
| - Abasie - Adiadococinésie - Agnosie - Allodynie - Amnésie - Amyotrophie - Anesthésie - Aphasie - Apraxie - Ataxie - Crampe - Décérébration - Décortication - Douleur - Dyschronométrie - Dysmétrie - Fasciculation - Hyperalgie - Hypersialorrhée - Hypertension intracrânienne - Hypertonie musculaire - Hypotonie musculaire - Mouvements anormaux - Nystagmus - Paralysie - Parésie / Hémiparésie / Hémiplégie - Paresthésie - Réflexe d'extension - Tremblements - Vertiges | - Syndrome cérébelleux - Syndrome confusionnel - Syndrome extrapyramidal - Syndrome frontal - Syndrome de Korsakoff - Locked-in syndrome - Syndrome malin des neuroleptiques - Syndrome médullaire - Syndrome méningé - Syndrome myogène - Syndrome neurogène périphérique - Syndrome plexique - Syndrome pyramidal - Syndrome de la queue de cheval - Syndrome radiculaire - Syndrome de sevrage alcoolique - Syndrome sous-lésionnel - Syndrome vestibulaire |

## Explorations en neurologie
- Électroencéphalographie (E.E.G)
- Électromyogramme
- IRM cérébrale ou médullaire
- Scanner cérébral ou médullaire
- Ponction lombaire
- Artériographie des vaisseaux cérébraux, des troncs supra-aortiques, des vaisseaux du cou et de la nuque et artériographie médullaire
- Échographie Doppler des vaisseaux du cou et de la nuque, et doppler trans-crânien
- Biopsie musculaire, des nerfs sensitifs ou des glandes salivaires

## Maladies du système nerveux
| - Maladie de Parkinson - Sclérose en plaques - Maladie d'Alzheimer - Démences - Atrophie corticale postérieure - Coma - Migraine - Céphalées - Épilepsie - Accident vasculaire cérébral - Accident ischémique transitoire - Hydrocéphalie - Tumeur cérébrale - Saturnisme - Hémorragie méningée - Méningite - Méningiome - Algoneurodystrophie - Mononeuropathie - Multinévrite - Polynévrite - Syndrome de Guillain-Barré - Algies vasculaires de la face - Névralgie du trijumeau - Paralysie faciale | - Sclérose en plaques - Poliomyélite - Compression médullaire - Myélopathie cervicoarthrosique - Sclérose latérale amyotrophique - Syringomyélie - Amyotrophie spinale infantile - Dégénérescence spinocérébelleuse - Infarctus médullaire - Tumeur médullaire - Myélopathie infectieuse - Myopathie - Myotonie congénitale - Dystrophie myotonique de Steinert - Myopathie de Duchenne - Dystrophie facio scapulo humérale - Myopathie métabolique - Myosite à inclusion, myosite nécrosante auto-immune, syndrome des antisynthétases et dermatomyosite - Myasthénie |

## Neurologues célèbres
Ils sont répertoriés dans la catégorie Neurologue.